# Alfred le fermier
Alfred le fermier est un fromage de vache au lait cru biologique, à la pâte ferme et à la croûte lavée, de couleur orange-brun. Produit par la fromagerie La Station, à Compton, dans les Cantons-de-l'Est, il honore la mémoire d'Alfred Bolduc.
Il existe en 3 versions, soit 8, 18 ou 24 mois d'affinage.

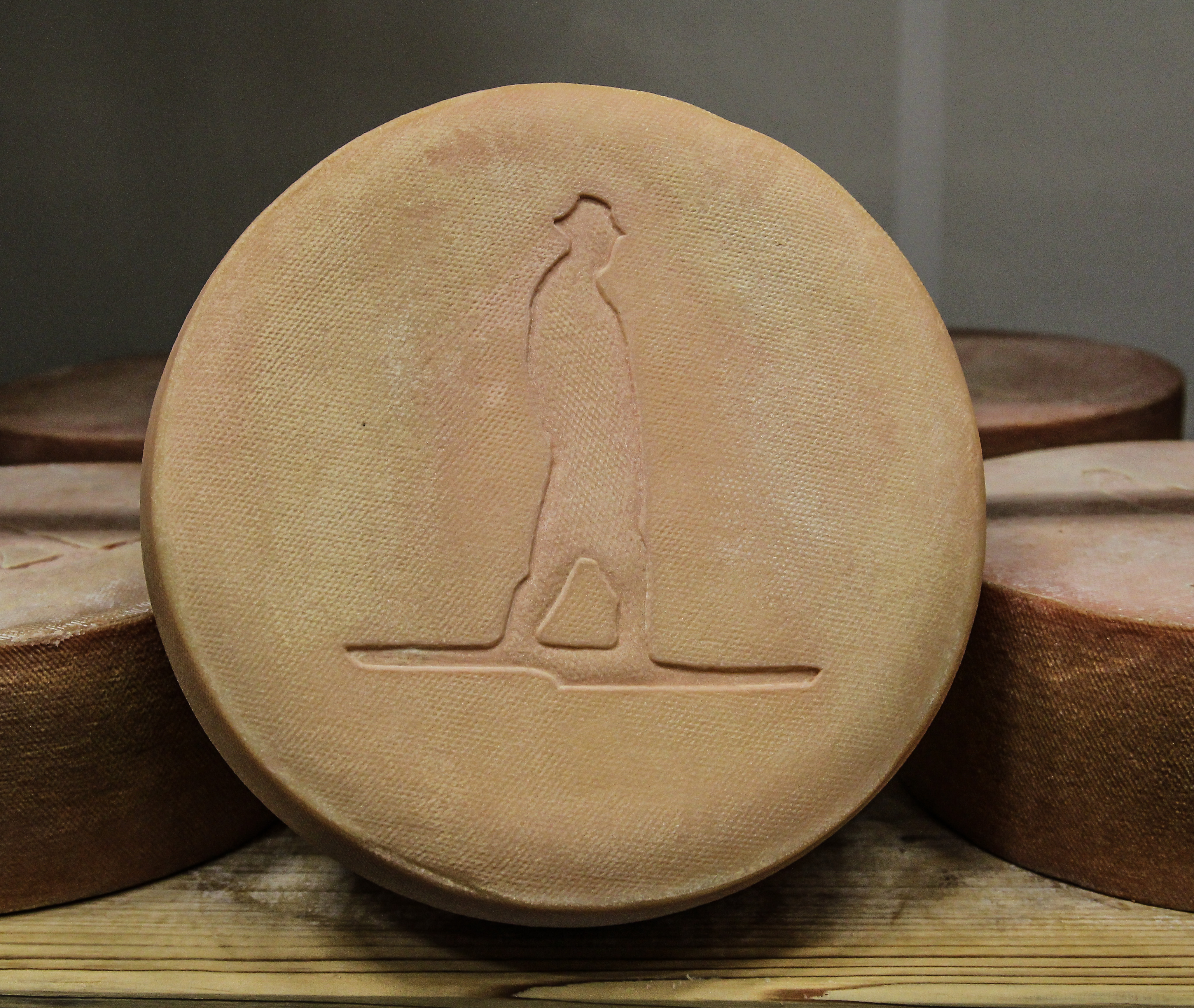
Alfred Le Fermier

Au nez, on retrouve des parfums de boisé et de champignon. Au goût, ce fromage révèle des saveurs de miel, de noisette et de fruit, accompagné d'une touche rustique de sous-bois.     
Ce fromage « se conserve facilement 3 mois, emballé dans un papier ciré doublé d'une feuille d'aluminium ».     